# 加美町立宮崎中学校
加美町立宮崎中学校（かみちょうりつ みやざきちゅうがっこう）は、宮城県加美郡加美町にあった公立中学校。

## 概要
1989年に旧宮崎中学校と旧賀美石中学校が統合して旧宮崎町唯一の宮崎中学校が開校。

## 学校教育目標
- 知・徳・体の調和のとれた人間性豊かな生徒の育成
  - 自立：深く考え,勇気と責任をもって行動する生徒
  - 友情：思いやりをもって協力し合う生徒
  - 健康：心身共に健やかでたくましい生徒

## 沿革
- 1989年（平成元年）4月1日 - 宮崎町立宮崎中学校と宮崎町立賀美石中学校が統合して、宮崎町立宮崎中学校が開校。
- 2003年（平成15年）4月1日 - 合併により加美町立宮崎中学校に改称。
- 2023年（令和5年）3月31日 - 小野田中学校と統合して、新設の鳴峰中学校が開校するにあたり閉校。

## 通学区域
- 加美町立宮崎小学校、加美町立賀美石小学校の通学区域[5]